# InterContinental
InterContinental er en britisk luksus hotelkæde, der blev etableret i 1946 af Pan Am's grundlægger Juan Trippe. Siden 1998 har den været ejet af InterContinental Hotels Group. Der er i alt 213 InterContinental hotelller med over 71.000 værelser.